# Eversmeer
Eversmeer ist eine Gemeinde im Landkreis Wittmund, Ostfriesland und gehört zur Samtgemeinde Holtriem. Die Gemeinde liegt im Bereich eines früher weit größeren zentralostfriesischen Moorgebietes, von dem heute nur Restflächen vorhanden sind. Zum Gebiet der Gemeinde Eversmeer gehört damit auch die Hochmoorfläche, in der das Ewige Meer, Deutschlands größter Hochmoorsee, liegt. Die Fläche ist seit 1939 Naturschutzgebiet.

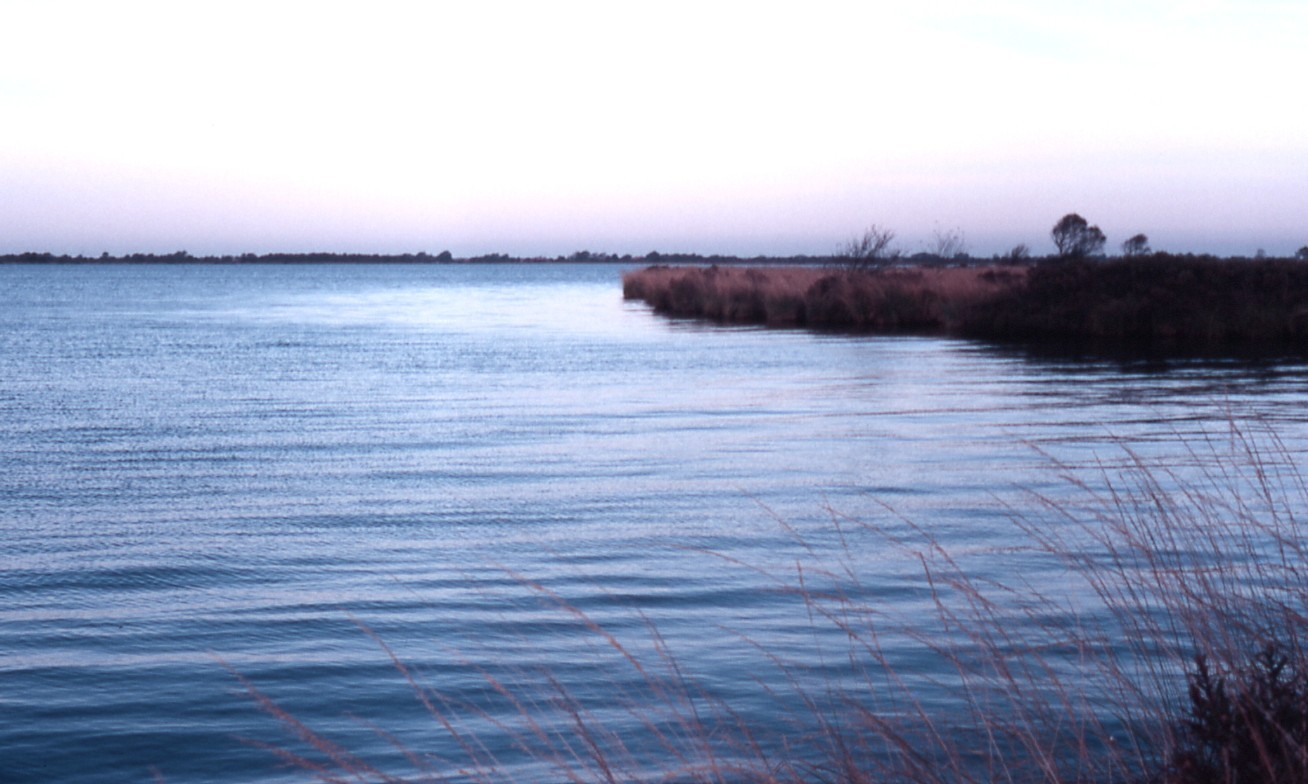
Abendstimmung am Ewigen Meer

## Politik

### Gemeinderat
Der Rat der Gemeinde Eversmeer besteht aus neun Ratsfrauen und Ratsherren. Dies ist die festgelegte Anzahl für die Mitgliedsgemeinde einer Samtgemeinde mit einer Einwohnerzahl zwischen 501 und 1000 Einwohnern. Die neun Ratsfrauen und Ratsherren werden durch eine Kommunalwahl für jeweils fünf Jahre gewählt. Die laufende Amtszeit begann am 1. November 2021 und endet am 31. Oktober 2026.
Die letzte Kommunalwahl erfolgte am 12. September 2021. Alle gewählten Ratsmitglieder gehören der FWG an.
| FWG | 100 % | 9 |

Die Wahlbeteiligung bei der Kommunalwahl 2021 lag mit 55,2 % unter dem niedersächsischen Durchschnitt von 57,1 %.
Zum Vergleich – die Wahlbeteiligung bei der Kommunalwahl 2016 lag mit 56,64 % über dem niedersächsischen Durchschnitt von 55,5 %. Bei der vorherigen Kommunalwahl vom 11. September 2011 lag die Wahlbeteiligung bei 46,95 %.

### Bürgermeister
Der Gemeinderat wählte das Gemeinderatsmitglied Thomas Freese (FWG) zum ehrenamtlichen Bürgermeister für die aktuelle Wahlperiode.